# おでかけレスターれれれのれ(^^;
『おでかけレスターれれれのれ(^^;』（原題 Lester the Unlikely）は1994年9月16日にアスミック・エース エンタテインメントから発売されたスーパーファミコン用のアクションゲームである。アメリカでは同年1月に発売された。
主人公のマンガおたくのレスターは、昼寝中に誤って貨物船に乗せられてしまい、その船が海賊に襲われて南の島に流れ着く。レスターは島を脱出するために奮闘する。ゲームプレイ当初は猫背で臆病な動きをするが、イベントをこなしていくと勇気ある動きをするようになる。
日本語版のパッケージイラスト担当はなんきん。パッケージの裏面には「全自動バカゲー機能搭載」という一文がある。他者からバカゲーと評される作品は数多いが、本作品は自らバカゲーを標榜する希少な例である。機能の内容については特に明記されていないのだが、おそらくレスターが高所や初見の敵といった危険にさらされたとき、プレイヤーの意に反して震えたり逃げ出したりする演出を指すと考えられる。
ボス戦に勝利し、捕らえられていたセクシーな女の子・チッカを救出すると、レスターは熱いキスのご褒美をもらい、レスターは調子に乗ってガッツポーズする。
レスターの動きはユーモラスだが、その表現にはなめらかなアニメーションが用いられている。また単なるアクションだけではなく、パズルや謎解き要素も程よく含まれており、全体として丁寧に作られたゲームである。